# The Night Before Christmas (film 1905)
The Night Before Christmas è un cortometraggio muto del 1905 fotografato, prodotto, scritto e diretto da Edwin S. Porter.
Si tratta di uno dei primi film su Babbo Natale. Gli interpreti (adulti e bambini) non sono accreditati e non se ne conosce l'identità.

## Trama
La notte del 24 dicembre Babbo Natale è pieno di lavoro: prima di andare a consegnare i giocattoli, li deve finire e poi deve anche curarsi delle sue renne. In una grande famiglia, i bambini lo attendono con ansia: hanno appeso le calze ma la mamma li mette a letto. Irrequieti non riescono a dormire e cominciano a prendersi a cuscinate. Intanto Babbo Natale, finite tutte le sue mansioni casalinghe, prende il carico e parte per il suo viaggio.

## Produzione
Il film fu prodotto dalla Edison Manufacturing Company. Venne girato a New York City.

## Distribuzione
Distribuito dalla Edison Manufacturing Company, il film - un cortometraggio di animazione di nove minuti - uscì il 16 dicembre 1905 nelle sale cinematografiche degli Stati Uniti dov'è conosciuto anche con il titolo Hanging Stockings on a Christmas Eve.
Copia della pellicola esiste al Worldview Entertainment (Paul Killiam collection).